# Joaquín Eguía Lis

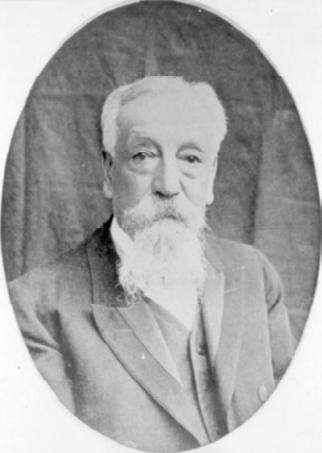
Joaquín Eguía Lis

Joaquín Eguía Lis (* 17. August 1833 in Mexiko-Stadt; † 1917) war ein mexikanischer Jurist, Hochschullehrer und erster Rektor der Universidad Nacional de México.

## Biografie
Eguía studierte ab 1848 als Stipendiat am Colegio von San Ildefonso und graduierte als Rechtsanwalt 1861. Er war später Rektor des Colegio de San Ildefonso und als Professor für Patriarchisches sowie Kanonisches Recht an der Escuela Nacional de Jurisprudencia tätig. 
1874 wurde er Direktor des Grundbuchamts und von September 1910 bis September 1913 war er Rektor der Universidad Nacional de México.
Eguía war Mitglied des Rechtsanwalt der Anwaltskammer (Colegio de Abogados) und der Sociedad de Geografía y Estadística.